# كبريتيد الألومنيوم
 كبريتيد الألومنيوم  هو مركب كيميائي له الصيغة Al2S3 ، ويكون على شكل بلورات عديمة اللون.

## التحضير
يتم التحضير من خلال تفاعل مسحوق الألومنيوم مع الكبريت، ويتم وضع الخليط في وعاء مغلق لكي لا يتفاعل الكبريت مع الأكسجين الجوي بعدها يتم تسخين الخليط حتى يبدأ بالتوهج عندها يبدأ التفاعل
{\displaystyle \mathrm {2\ Al+3\ S\longrightarrow Al_{2}S_{3}} }

## الخواص
يوجد المركب في الشروط القياسية على شكل مسحوق بلوري أبيض مصفر، وهو حساس للرطوبة، وبتفكك مائياً بتفاعل حلمهة ليعطي هيدروكسيد الألومنيوم بالإضافة إلى كبريتيد الهيدروجين.